# فرانسيسكو كانيلا
فرانسيسكو كانيلا (بالإيطالية: Francesco Canella)‏ هو لاعب كرة قدم إيطالي في مركز الهجوم، ولد في 28 يناير 1939 في Noventa di Piave ‏ في إيطاليا. لعب مع إنتر ميلان وفيورنتينا ونادي أودينيزي ونادي جنوى ونادي فينيزيا ونادي ليكو ونادي مسينا.